# Daniel Berendsen
Daniel „Dan“ Berendsen ist ein US-amerikanischer Fernsehproduzent und Drehbuchautor.
Von 1998 bis 2003 schrieb er die Drehbücher zu Sabrina – Total Verhext!. Ab 2000 war er Autor einiger für den Disney Channel produzierten Fernsehfilme. Er ist vor allem bekannt als Co-Produzent von Camp Rock 2: The Final Jam, Die Zauberer vom Waverly Place – Der Film und Hannah Montana – Der Film. 2012 entwickelte er für ABC Family die Sitcom Baby Daddy.

## Filmografie (Auswahl)
Als Drehbuchautor
- 1998: Sabrina verhext in Rom (Sabrina Goes to Rome)
- 1998–2003: Sabrina – Total Verhext! (Sabrina, the Teenage Witch, Fernsehserie, 15 Episoden)
- 1999: Sabrina verhext Australien (Sabrina, Down Under)
- 2000: Superboy Scott (Up, Up, and Away)
- 2002: Das Scream Team (The Scream Team)
- 2003: Eddies große Entscheidung (Eddie's Million Dollar Cook-Off)
- 2004: Jordan Superstar (Stuck in the Suburbs)
- 2004: Rockstars Forever (Pop Rocks)
- 2004: Halloweentown III: Halloweentown Highschool (Halloweentown High)
- 2004: The Madam’s Family: The Truth About the Canal Street Brothel
- 2004: Tripping the Rift (Fernsehserie, Episode 2x02)
- 2005: Zwexies – Die Zwillingshexen (Twitches)
- 2006: Liebe und Eis 2 (The Cutting Edge: Going for the Gold)
- 2006: Im Bann der dunklen Mächte (The Initiation of Sarah)
- 2006: She Said/He Said
- 2007: Cinderella – Wahre Liebe siegt (Cinderella III: A Twist in Time)
- 2007: Zwexies – Die Zwillingshexen zum Zweiten (Twitches Too)
- 2008: Cheetah Girls: One World (The Cheetah Girls: One World)
- 2009: Hannah Montana – Der Film (Hannah Montana: The Movie)
- 2009: Die Zauberer vom Waverly Place – Der Film (Wizards of Waverly Place: The Movie)
- 2010: Camp Rock 2: The Final Jam
- 2011: The Nine Lives of Chloe King (Fernsehserie, Schöpfer, Drehbuch von 2 Episoden)
- 2012–2017: Baby Daddy (Fernsehserie, Schöpfer, Drehbuch von 19 Episoden)
- 2013: Die Rückkehr der Zauberer vom Waverly Place (The Wizards Return: Alex vs. Alex)
- 2015: Teen Beach 2